# Бэйюньхэ
Бэйюньхэ́ (кит. 北运河) — канал в Северном Китае, входит в систему реки Хайхэ. Является частью Великого канала. Длина — 120 км. Площадь водосборного бассейна — 5300 км².
Канал начинается в пекинских районах Чанпин и Хайдянь, далее течёт на юг, протекает через Тунчжоу, и меняет название на Вэньюйхэ.
Притоки: Тунхойхэ, Ляншуйхэ, Фынганцзяньхэ, Лунфынхэ.